# Vallesaurus
Il vallesauro (gen. Vallesaurus) è un rettile estinto appartenente ai drepanosauri. Visse nel Triassico superiore (Norico, circa 210 milioni di anni fa). I suoi resti fossili sono stati ritrovati in Italia.

## Descrizione
Questo animale era di piccolo dimensioni, e la lunghezza totale doveva essere di circa 15 centimetri. Possedeva un corpo piuttosto compatto e una coda lunga e dotata di vertebre con alte spine neurali. I suoi arti erano pentadattili (ovvero avevano cinque dita) e il quarto dito era molto allungato, quasi quanto l'omero. Il tarso era provvisto di un osso (“centrale”) che si articolava con la tibia; l'alluce era sprovvisto di artigli.
Rispetto ad altri animali simili (come Drepanosaurus e Megalancosaurus), Vallesaurus differiva per alcuni aspetti: non era infatti presente la spina posta all'estremità della coda; le zampe anteriori, inoltre, non possedevano l'enorme artiglio presente invece in Drepanosaurus e le spine neurali delle prime vertebre dorsali non erano fuse fra loro. Il cranio era corto e alto, con una mascella spessa e numerosi denti mascellari.

## Scoperta e classificazione
Il primo esemplare di questo piccolo animale venne scoperto nel 1975 dallo staff del Museo Civico di Scienze Naturali di Bergamo. Questo fossile venne poi consegnato al paleontologo Rupert Wild dello Staatliches Museum di Stoccarda, che lo denominò nel 1991 ma senza una descrizione formale. Fu Giovanni Pinna nel 1993 a descrivere l'olotipo, ma ancora “Vallesaurus” fu considerato un nomen nudum. Solo nel 2006 Renesto e Binelli descrissero formalmente il genere e la specie. Vallesaurus cenensis prende il suo nome dal professor Valle, ex direttore del museo di Bergamo, e dalla zona di Cene dove venne trovato il fossile. Un secondo esemplare, proveniente dalla stessa zona, venne descritto nel 2010 come una specie a sé stante (V. zorzinensis); l'epiteto specifico è in riferimento ai calcari di Zorzino, il nome della formazione dove è stato scoperto l'esemplare.
Vallesaurus è considerate un rappresentante primitive dei drepanosauri, un gruppo di rettili diapsidi tipici del Triassico, dalle caratteristiche peculiari. Al contrario di Drepanosaurus e Megalancosaurus, questo animale era privo di alcune delle tipiche specializzazioni del gruppo (ad esempio la coda uncinata).

## Paleobiologia
Vallesaurus possedeva una morfologia corporea che indica una specializzazione nell'arrampicarsi, specialmente su supporti sottili come i rami degli alberi. La mano di Vallesaurus non possedeva dita opponibili, ma la forma e la lunghezza delle dita suggeriscono buone capacità di arrampicarsi. Come altri drepanosauri, Vallesaurus possedeva una struttura irrigidita nella regione anteriore del dorso, con vertebre cervicali altamente modificate che limitavano i movimenti laterali. Queste strutture indicano la presenza di potenti muscoli e legamenti per l'estensione del collo. Questa possibilità suggerisce che la testa veniva improvvisamente “lanciata” in avanti per catturare la preda, mentre la scarsa mobilità laterale preveniva possibili slogature del collo durante l'estensione. In drepanosauri di piccole dimensioni (come Megalancosaurus e Vallesaurus) questi adattamenti potrebbero essere in relazione con una dieta insettivora. I denti di Vallesaurus erano ben adatti a tagliare o rompere il duro esoscheletro di insetti e altri artropodi.